# 1999 XH12
1999 XH12 är en asteroid i huvudbältet som upptäcktes den 5 december 1999 av LINEAR i Socorro County, New Mexico.
Asteroiden har en diameter på ungefär 9 kilometer.